# Grammy Award para Melhor Álbum Vocal de Pop Tradicional
O Grammy Award para Melhor Álbum Vocal de Pop Tradicional (no original em inglês: Grammy Award for Best Traditional Pop Vocal Album) é apresentado pela Academia Nacional de Artes e Ciências de Gravação dos Estados Unidos para "honrar a realização artística, proficiência técnica e excelência geral na indústria fonográfica, sem considerar vendas ou posição nas paradas".
O prêmio tem sido apresentado todos os anos desde 1992, embora tenha tido duas mudanças de nome ao longo de sua história. Em 1992, o prêmio era conhecido como Melhor Performance de Pop Tradicional, de 1993 a 2000 o prêmio era conhecido como Melhor Performance Vocal de Pop Tradicional, e desde 2001 tem sido premiado como Melhor Álbum Vocal de Pop Tradicional. Além do primeiro ano em que foi apresentado, o prêmio foi designado para "álbuns contendo 51% ou mais de tempo de reprodução de faixas vocais", com "tradicional" referindo-se à "composição, estilo vocal e arranjo instrumental" do corpo de música conhecido como o Great American Songbook.
O prêmio de 1992 foi concedido a Natalie Cole pelo dueto entre ela e seu pai, Nat King Cole, interpretando sua gravação original de "Unforgettable". Esta é a única vez em que o prêmio de pop tradicional foi concedido a uma canção, em vez de um álbum. Antes de 2001, o Grammy era concedido apenas aos artistas; desde então, o prêmio foi concedido aos artistas, aos engenheiros/misturadores, bem como aos produtores, desde que tenham trabalhado em mais de 51% do tempo de reprodução do álbum. Produtores e engenheiros que trabalharam em menos de 50% do tempo de reprodução do álbum, bem como engenheiros de masterização, não ganham um prêmio, mas podem solicitar um Certificado de Vencedor (Winners Certificate).

## Vencedores e indicados
Nas tabelas a seguir, os anos são listados como o de realização da cerimônia de entrega do prêmio.

### Década de 1990
| Ano  | Artista(s)    | Trabalho                                            | Indicados | Ref.   |
| ---- | ------------- | --------------------------------------------------- | --- | ------ |

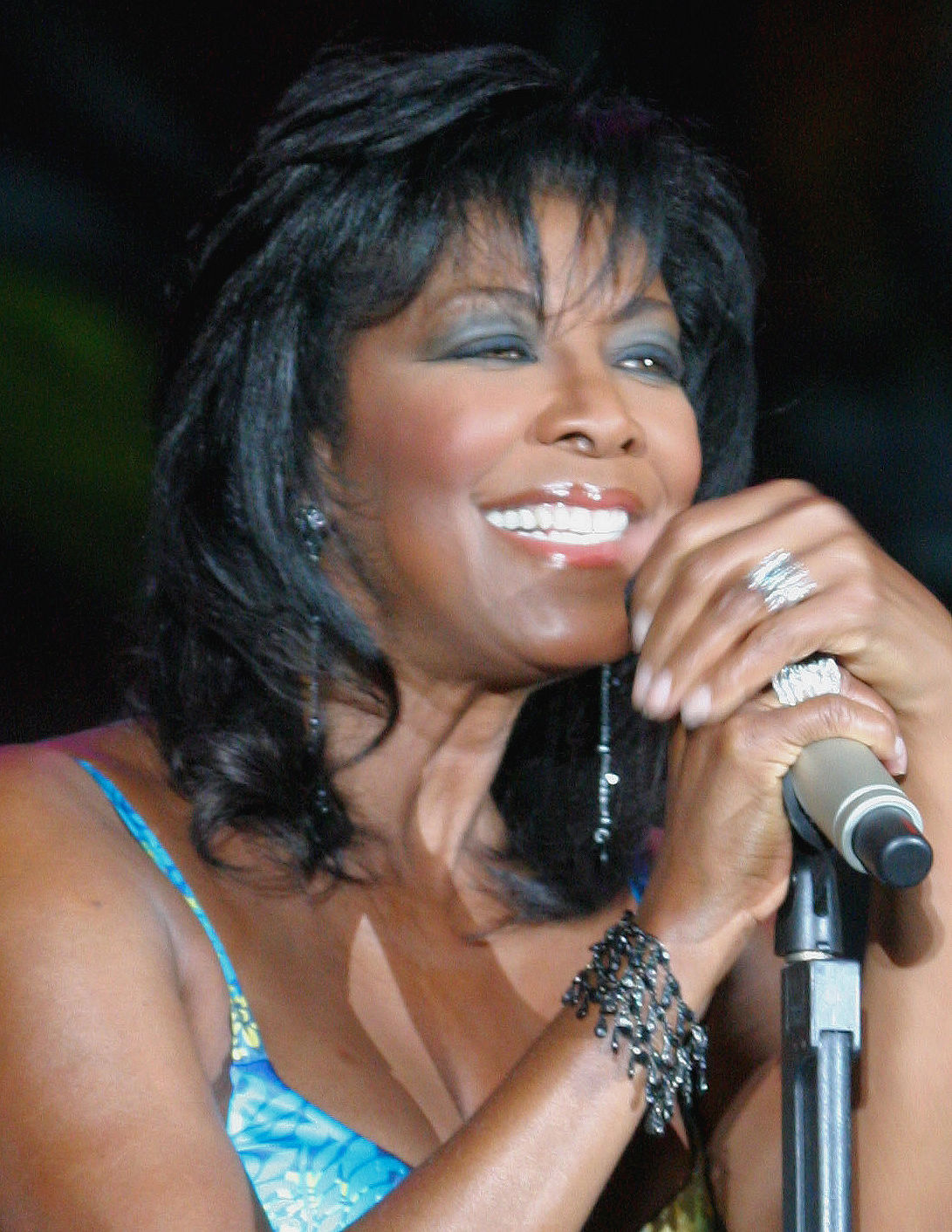
A vencedora inaugural, Natalie Cole, venceu o prêmio duas vezes.

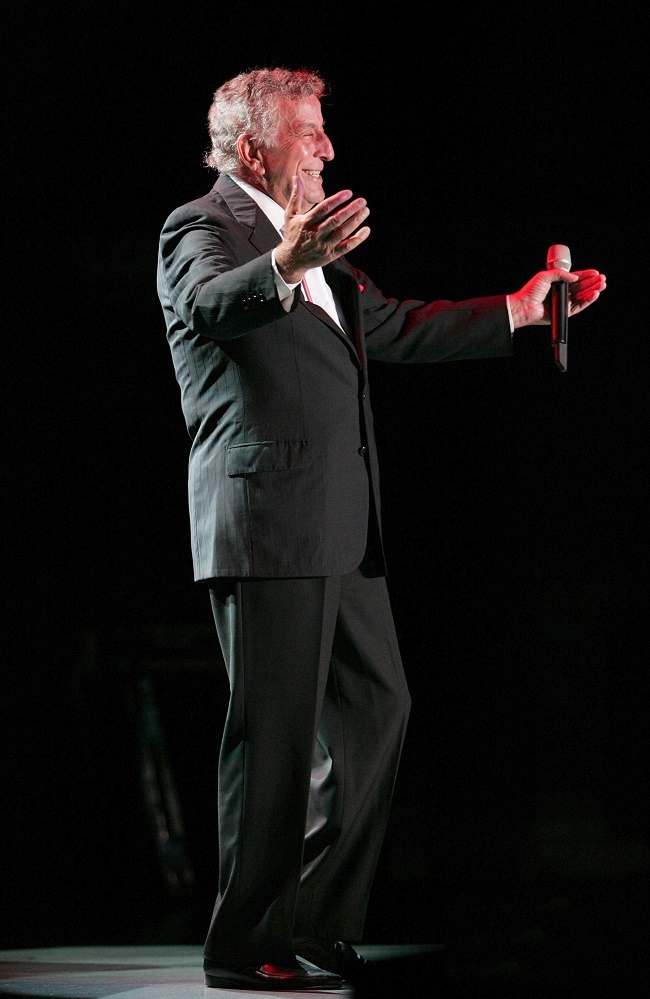
Tony Bennett é o artista mais premiado da categoria, vencendo o prêmio quatorze vezes.

| 1992 | Natalie Cole  | "Unforgettable"                                     | - Harry Connick Jr. – Blue Light, Red Light - Johnny Mathis – In a Sentimental Mood: Mathis Sings Ellington - Diane Schuur – Pure Schuur - Barbra Streisand – "Warm All Over"                                        | [ 6 ]  |
| 1993 | Tony Bennett  | Perfectly Frank                                     | - Rosemary Clooney – Girl Singer - Michael Feinstein – Michael Feinstein Sings the Jule Styne Songbook - Bobby Short – Late Night at the Cafe Carlyle - Nancy Wilson – With My Lover Beside Me                       | [ 7 ]  |
| 1994 | Tony Bennett  | Steppin' Out                                        | - Rosemary Clooney – Do You Miss New York? - Michael Crawford – A Touch of Music in the Night - Diane Schuur – Love Songs - Barbra Streisand – Back to Broadway                                                      | [ 8 ]  |
| 1995 | Tony Bennett  | MTV Unplugged: Tony Bennett                         | - Roberta Flack – Roberta - Willie Nelson – Moonlight Becomes You - Frank Sinatra – Duets - Barbra Streisand – The Concert                                                                                           | [ 9 ]  |
| 1996 | Frank Sinatra | Duets II                                            | - Julie Andrews – Broadway: The Music of Richard Rodgers - Rosemary Clooney – Demi-Centennial - Eartha Kitt – Back in Business - John Raitt – Broadway Legend                                                        | [ 10 ] |
| 1997 | Tony Bennett  | Here's to the Ladies                                | - Rosemary Clooney – Dedicated to Nelson - Natalie Cole – Stardust - Liza Minnelli – Gently - Bernadette Peters – I'll Be Your Baby Tonight                                                                          | [ 11 ] |
| 1998 | Tony Bennett  | Tony Bennett on Holiday                             | - Julie Andrews – Here I'll Stay - Rosemary Clooney – Mothers & Daughters - Bernadette Peters – Sondheim, etc. - Carly Simon – Film Noir                                                                             | [ 12 ] |
| 1999 | Patti Page    | Live at Carnegie Hall: The 50th Anniversary Concert | - Shirley Bassey – The Birthday Concert - Michael Feinstein – Michael & George: Feinstein Sings Gershwin - Jack Jones – Jack Jones Paints a Tribute to Tony Bennett - Maureen McGovern – The Pleasure of His Company | [ 13 ] |

### Década de 2000
| Ano  | Artista(s)                | Trabalho                                          | Indicados | Ref.   |
| ---- | ------------------------- | ------------------------------------------------- | --- | ------ |

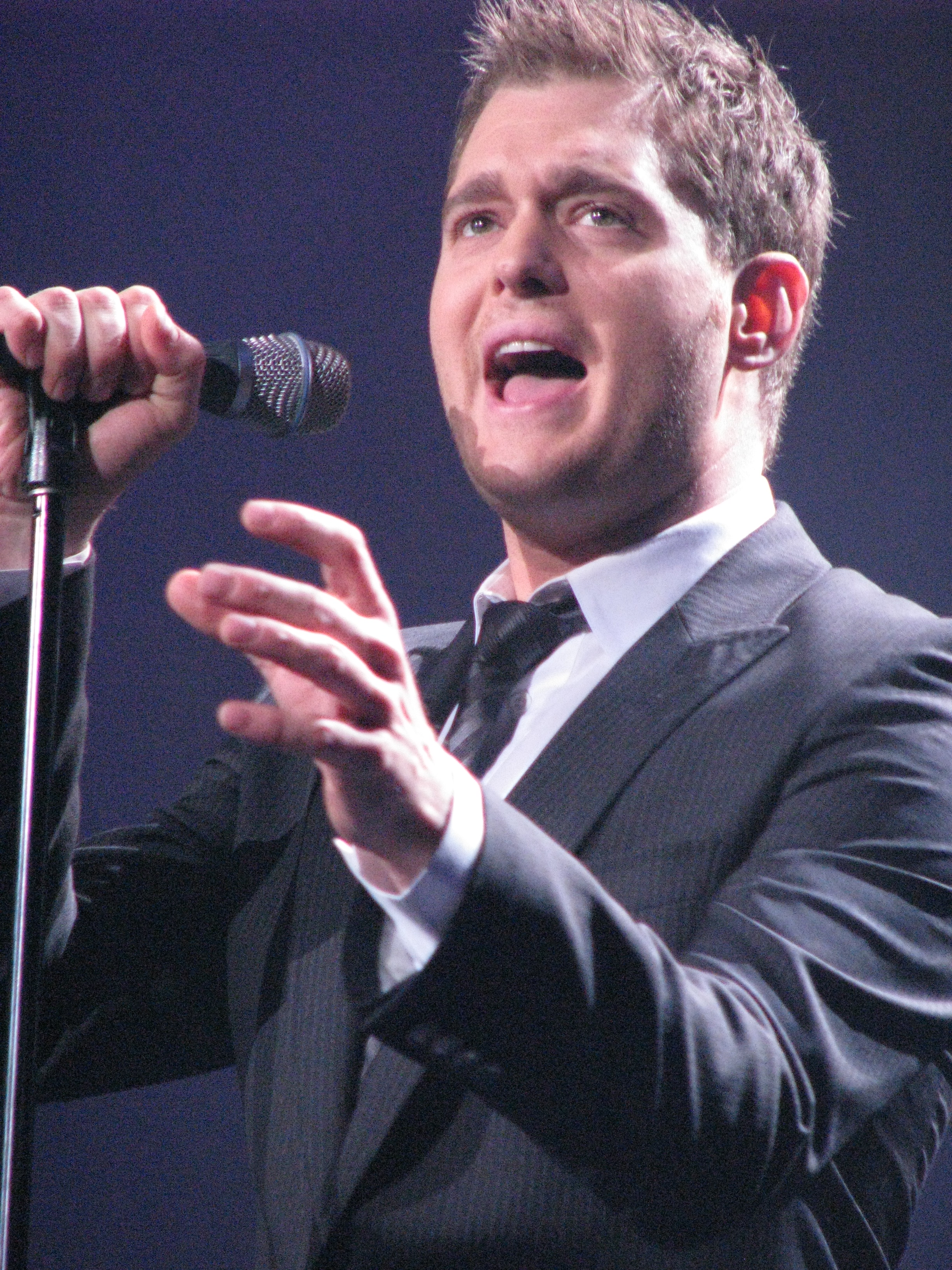
Michael Bublé venceu o prêmio cinco vezes.

| 2000 | Tony Bennett              | Bennett Sings Ellington: Hot & Cool               | - Harry Connick Jr. – Come by Me - Neil Diamond – The Movie Album: As Time Goes By - Barry Manilow – Manilow Sings Sinatra - Bobby Short – You're the Top: Love Song of Cole Porter                                                                      | [ 14 ] |
| 2001 | Joni Mitchell             | Both Sides Now                                    | - Bryan Ferry – As Time Goes By - Rickie Lee Jones – It's Like This - George Michael – Songs from the Last Century - Barbra Streisand – Timeless: Live in Concert                                                                                        | [ 15 ] |
| 2002 | Harry Connick Jr.         | Songs I Heard                                     | - Betty Buckley – Stars and the Moon: Live at the Donmar - Rosemary Clooney – Sentimental Journey: The Girl Singer and Her New Big Band - Michael Feinstein – Romance on Film, Romance on Broadway - Keely Smith – Keely Sings Sinatra                   | [ 16 ] |
| 2003 | Tony Bennett              | Playin' with My Friends: Bennett Sings the Blues  | - Michael Feinstein – Michael Feinstein with the Israel Philharmonic Orchestra - Bernadette Peters – Bernadette Peters Loves Rodgers & Hammerstein - Rod Stewart – It Had to Be You: The Great American Songbook - Barbra Streisand – Christmas Memories | [ 17 ] |
| 2004 | Tony Bennett e K. d. lang | A Wonderful World                                 | - Rosemary Clooney – The Last Concert - Bette Midler – Bette Midler Sings the Rosemary Clooney Songbook - Rod Stewart – As Time Goes By: The Great American Songbook, Volume II - Barbra Streisand – The Movie Album                                     | [ 18 ] |
| 2005 | Rod Stewart               | Stardust: The Great American Songbook, Volume III | - Harry Connick Jr. – Only You - Barbara Cook – Count Your Blessings - Monica Mancini – Ultimate Mancini - Ronnie Milsap – Just for a Thrill | [ 19 ] |
| 2006 | Tony Bennett              | The Art of Romance                                | - Michael Bublé – It's Time - Johnny Mathis – Isn't It Romantic - Carly Simon – Moonlight Serenade - Rod Stewart – Thanks for the Memory: The Great American Songbook, Volume IV                                                                         | [ 20 ] |
| 2007 | Tony Bennett              | Duets: An American Classic                        | - Michael Bublé – Caught in the Act - Sarah McLachlan – Wintersong - Bette Midler – Bette Midler Sings the Peggy Lee Songbook - Smokey Robinson – Timeless Love                                                                                          | [ 21 ] |
| 2008 | Michael Bublé             | Call Me Irresponsible                             | - Bette Midler – Cool Yule - Queen Latifah – Trav'lin' Light - Barbra Streisand – Live in Concert 2006 - James Taylor – James Taylor at Christmas | [ 22 ] |
| 2009 | Natalie Cole              | Still Unforgettable                               | - Michael Feinstein – The Sinatra Project - Josh Groban – Noël - Barry Manilow – In the Swing of Christmas - Rufus Wainwright – Rufus Does Judy at Carnegie Hall                                                                                         | [ 23 ] |

### Década de 2010
| Ano  | Artista(s)                                      | Trabalho                                    | Indicados | Ref.   |
| ---- | ----------------------------------------------- | ------------------------------------------- | --- | ------ |

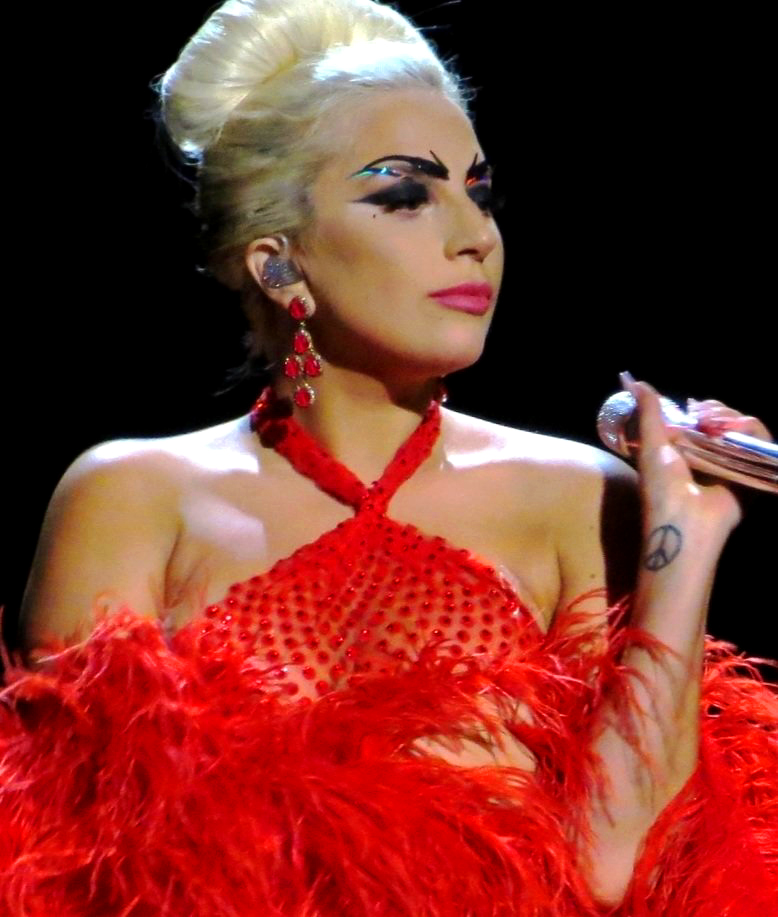
Lady Gaga venceu o prêmio duas vezes.

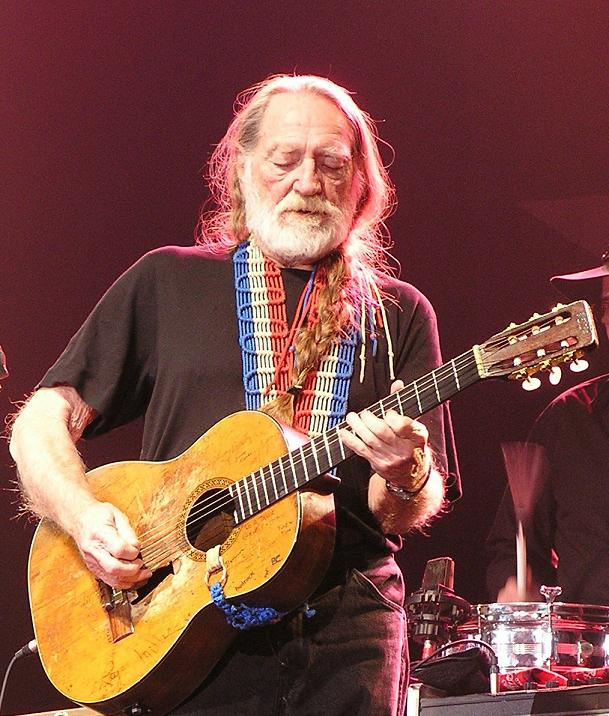
Willie Nelson venceu o prêmio duas vezes.

| 2010 | Michael Bublé                                   | Michael Bublé Meets Madison Square Garden   | - Tony Bennett – A Swingin' Christmas - Harry Connick Jr. – Your Songs - Liza Minnelli – Liza's at The Palace.... - Willie Nelson – American Classic                                                                         | [ 24 ] |
| 2011 | Michael Bublé                                   | Crazy Love                                  | - Barry Manilow – The Greatest Love Songs of All Time - Johnny Mathis – Let It Be Me: Mathis in Nashville - Rod Stewart – Fly Me to the Moon... The Great American Songbook Volume V - Barbra Streisand – Love Is the Answer | [ 25 ] |
| 2012 | Tony Bennett                                    | Duets II                                    | - Susan Boyle – The Gift - Harry Connick Jr. – In Concert on Broadway - Seth MacFarlane – Music Is Better Than Words - Barbra Streisand – What Matters Most                                                                  | [ 26 ] |
| 2013 | Paul McCartney                                  | Kisses on the Bottom                        | - Michael Bublé – Christmas - Carole King – A Holiday Carole | [ 27 ] |
| 2014 | Michael Bublé                                   | To Be Loved                                 | - Tony Bennett e vários artistas – Viva Duets - Gloria Estefan – The Standards - Cee Lo Green – Cee Lo's Magic Moment - Dionne Warwick – Now                                                                                 | [ 28 ] |
| 2015 | Tony Bennett e Lady Gaga                        | Cheek to Cheek                              | - Annie Lennox – Nostalgia - Barry Manilow – Night Songs - Johnny Mathis – Sending You a Little Christmas - Barbra Streisand com vários artistas – Partners                                                                  | [ 29 ] |
| 2016 | Tony Bennett e Bill Charlap                     | The Silver Lining: The Songs of Jerome Kern | - Bob Dylan – Shadows in the Night - Josh Groban – Stages - Seth MacFarlane – No One Ever Tells You - Barry Manilow com vários artistas – My Dream Duets                                                                     | [ 30 ] |
| 2017 | Willie Nelson                                   | Summertime: Willie Nelson Sings Gershwin    | - Andrea Bocelli – Cinema - Bob Dylan – Fallen Angels - Josh Groban – Stages Live - Barbra Streisand – Encore: Movie Partners Sing Broadway                                                                                  | [ 31 ] |
| 2018 | - (Vários artistas) - Dae Bennett, produtor[II] | Tony Bennett Celebrates 90                  | - Michael Bublé – Nobody but Me - Bob Dylan – Triplicate - Seth MacFarlane – In Full Swing - Sarah McLachlan – Wonderland | [ 32 ] |
| 2019 | Willie Nelson                                   | My Way                                      | - Tony Bennett e Diana Krall – Love Is Here to Stay - Gregory Porter – Nat King Cole & Me - Seal – Standards (Deluxe) - Barbra Streisand – The Music...The Mem'ries...The Magic!                                             | [ 33 ] |

### Década de 2020
| Ano  | Artista(s)                     | Trabalho          | Indicados | Ref.   |
| ---- | ------------------------------ | ----------------- | --- | ------ |
| 2020 | Elvis Costello & The Imposters | Look Now          | - Andrea Bocelli – Sì - Michael Bublé – Love (Deluxe Edition) - John Legend – A Legendary Christmas - Barbra Streisand – Walls                                                     | [ 34 ] |
| 2021 | James Taylor                   | American Standard | - Burt Bacharach e Daniel Tashian – Blue Umbrella - Harry Connick, Jr. – True Love: A Celebration of Cole Porter - Rufus Wainwright – Unfollow the Rules - Renée Zellweger – Judy  | [ 35 ] |
| 2022 | Tony Bennett e Lady Gaga       | Love for Sale     | - Norah Jones – Til We Meet Again (Live) - Tori Kelly – A Tori Kelly Christmas - Ledisi – Ledisi Sings Nina - Willie Nelson – That's Life - Dolly Parton – A Holly Dolly Christmas | [ 36 ] |
| 2023 | Michael Bublé                  | Higher            | - Kelly Clarkson – When Christmas Comes Around... - Norah Jones – I Dream of Christmas (Extended) - Pentatonix – Evergreen - Diana Ross – Thank You                                | [ 37 ] |

## Artistas com vários prêmios
| 14 prêmios - Tony Bennett | 5 prêmios - Michael Bublé | 2 prêmios - Natalie Cole - Willie Nelson - Lady Gaga |

## Artistas com várias indicações
| 17 indicações - Tony Bennett 13 indicações - Barbra Streisand 9 indicações - Michael Bublé 7 indicações - Rosemary Clooney 6 indicações - Harry Connick Jr. 5 indicações - Michael Feinstein - Barry Manilow - Rod Stewart 4 indicações - Willie Nelson - Johnny Mathis 3 indicações - Natalie Cole - Bob Dylan - Josh Groban - Seth MacFarlane - Bette Midler - Bernadette Peters 2 indicações - Julie Andrews - Lady Gaga - Norah Jones - Sarah McLachlan - Liza Minnelli - Diane Schuur - Bobby Short - Carly Simon - Frank Sinatra - James Taylor - Rufus Wainwright |